# Finska värnpliktiga militären
Finska värnpliktiga militären existerade under åren 1881–1901 i storfurstendömet Finland.
Finska värnpliktiga militären uppställdes 1881 genom lagen om allmän värnplikt av 1878. Till en början uppsattes utom det tidigare existerande Finska gardet åtta skarpskyttebataljoner, som förlades till länsresidensstäderna. Den aktiva tjänstetiden var tre år. Från 1883 tillkom 32 reservkompanier, fyra för varje bataljon, vid vilka det vapenföra manskap som inte insatts i de aktiva bataljonerna övades under sammanlagt 90 dagar, fördelade på tre somrar. Huvuddelen av den årligen godkända värnpliktskontingenten utbildades i dessa reservenheter, som hade stor betydelse även för de värnpliktigas medborgerliga fostran. Reservkompanierna hade var sitt rekryteringsområde, i vars centrum kompaniets kasern med sina förråd befann sig. En kavallerienhet, Finska dragonregementet, uppsattes 1890 med Villmanstrand som förläggningsort. Fredsnumerären var för de aktiva skarpskyttebataljonerna 22 officerare samt 505 man underbefäl och manskap, för dragonregementet 39 officerare samt 619 man underbefäl och manskap. Vid övergång till krigsfot fördubblades skarpskyttebataljonernas fredstida styrka. Dragonregementet och gardesbataljonen saknade egna reservformationer, men erhöll sin komplettering från de åtta reservdistrikten. 
Som befälhavare för denna militär stod en finländsk generalsperson med sin stab; högsta befälet fördes av generalguvernören. Befäl och underbefäl var finländare, kommandospråket ryska. Som undervisningsspråk vid instruktioner och lektioner användes dock de båda inhemska språken. 
Det slavofila partiet i Ryssland ansåg att finska värnpliktiga militären trots sin ringa numerär utgjorde en fara för rikets enhet. Mot lantdagens opposition lyckades generalguvernör Nikolaj Bobrikov genomdriva slopandet av 1878 års värnpliktslag och utfärdandet av en ny förordning om landets försvarsväsen, genom vilken de 1881 uppsatta skarpskyttebataljonerna och deras reservkompanier upplöstes under loppet av år 1901. I november detta år upplöstes även Finska dragonregementet. I början av 1902 överläts kasernområden, vapen och utrustning till de ryska myndigheterna. Därmed hade landets eget försvarsväsen tillintetgjorts; endast Finska gardesbataljonen kvarstod till augusti 1905. 
Sammanlagt 39 000 skarpskyttar och dragoner erhöll under åren 1881–1905 militär utbildning vid de ordinarie truppförbanden. I reservkompanierna utbildades 1883–1900 sammanlagt 93 000. Som befälhavare för finska värnpliktiga militären tjänstgjorde under hela tiden generallöjtnant Georg Edvard Ramsay.